# Мустацэ, Марин
Марин Мустацэ (рум. Marin Mustață, р. 3 марта 1954) — румынский фехтовальщик, призёр Олимпийских игр.
Родился в 1954 году в Бухаресте. В 1976 году стал обладателем бронзовой медали Олимпийских игр в Монреале. В 1980 году принял участие в Олимпийских играх в Москве, но не завоевал наград. В 1984 году завоевал бронзовую медаль Олимпийских игр в Лос-Анджелесе.